# Sara Cabibbo
Sara Cabibbo (...) è una storica italiana, presidente (1995-1996) della Società italiana delle storiche.

## Biografia
Cabibbo è stata docente di storia moderna presso l’Università di Roma Tre. Si occupa di storia sociale e religiosa, storia della santità e storia di genere; in particolare tratta gli aspetti sociali e culturali dei modelli di santità controriformistici e delle strutture monastiche femminili, pubblicando su questi temi diversi articoli e saggi.
Nel 2017 le è stato dedicato il volume Donne potere religione: Studi per Sara Cabibbo (a cura di Marina Caffiero, Maria Pia Donato e Giovanna Fiume, ed. FrancoAngeli 2017), il cui titolo indica gli ambiti di studio e ricerca di cui si è occupata principalmente.

## Opere (parziale)
- Relazioni religiose nel Mediterraneo: schiavi, redentori, mediatori (secc. XVIXIX), Viella, coautrice Maria Lupi, Roma, 2012, ISBN 9788883344114.
- Santa Rosalia tra terra e cielo: storia, rituali, linguaggi di un culto barocco, Sellerio, Palermo, 2004, ISBN 9788838919121.
- (In inglese) Gender and religion: European studies = Genre et religion: études européennes coautrici Kari Elisabeth Børresen e Edith Specht, Carocci, Roma, 2001, ISBN 9788843018796.
- Io, serva e schiava, Sellerio, Palermo, 1991, ISBN 9788838907449.
- La santa dei Tomasi: storia di suor Maria Crocifissa, coautrice Marilena Modica, Einaudi, Torino, 1989, ISBN 9788806116347.[5]